# 福禄州
福禄州（ふくろくしゅう）は、ベトナムにかつて存在した州。唐代に現在のハティン省一帯に設置された。

## 概要
663年（龍朔3年）、唐の智州刺史の謝法成が昆明・北楼などの獠族7000あまりの集落を帰順させた。669年（総章2年）、福禄州が置かれてかれらを住まわせた。742年（天宝元年）、福禄州は福禄郡と改称された。757年（至徳2載）、福禄郡は唐林郡と改称された。758年（乾元元年）、唐林郡は福禄州の称にもどされた。福禄州は嶺南道の安南都護府に属し、柔遠・唐林の2県を管轄した。